# نوپسرها سودوفلاوینتوم
نوپسرها سودوفِلاوینتوم یک گونه سوسک از خانوادهٔ سوسک‌های شاخک‌دراز است. استفان فون برونینگ در سال ۱۹۵۰ این گونه را توصیف و بررسی کرد.